# Godzilla (película de 1984)
Godzilla (ゴジラ Gojira?, también conocida como Godzilla 1984) es una película japonesa del género kaiju dirigida por Koji Hashimoto, con efectos especiales de Teruyoshi Nakano. Producida y distribuida por Tōhō Studios, es la decimosexta película de la franquicia de Godzilla, y es la primera película en el era Heisei de la franquicia, a pesar de haber sido producida durante la Era Shōwa. 
Es protagonizada por Ken Tanaka, Yasuko Sawaguchi, Yosuke Natsuki y Keiju Kobayashi, con Kenpachiro Satsuma como Godzilla. La película sirve como secuela de la película original de 1954 y como un reinicio de la franquicia que ignora los eventos de todas las películas de la era Shōwa aparte de la Godzilla original, colocándose en línea con el tono y los temas más oscuros de la película original y devolviendo a Godzilla a sus raíces destructivas y antagónicas. La película se estrenó en Japón el 15 de diciembre de 1984.

## Reparto
- Ken Tanaka como Goro Maki. (牧 吾郎 Maki Goro?)
- Yasuko Sawaguchi como Naoko Okumura. (奥村 尚子 Okumura Naoko?)
- Yosuke Natsuki como Profesor Makoto Hayashida. (林田 信 Hayashida Makoto?)
- Keiju Kobayashi como Primer Ministro Seiki Mitamura. (三田村 清輝 Mitamura Seiki?)
- Shin Takuma como Hiroshi Okumura. (奥村 宏 Okumura Hiroshi?)
- Eitaro Ozawa como Ministro de Financias Taizo Kanzaki. (大蔵 Kanzaki Taizo?)
- Hiroshi Koizumi como Profesor Minami. (南?)
- Mizuho Suzuki como Ministro de Relaciones Exteriores Seiichi Emori. (江守 誠一 Emori Seiichi?)
- Taketoshi Naito como Secretario Jefe del Gabinete Hirotaka Takegami. (武上 弘隆 Takegami Hirotaka?)
- Junkichi Oritomo como Jefe de Estado Mayor Mori. (毛利?)
- Kei Satō como Editor Jefe Godo. (伍堂?)
- Nobuo Kaneko como Ministro de Relaciones Exteriores Isomura. (磯村?)
- Takenori Endo como Editor de Mesa Kitagawa. (喜多川?)
- Yoshifumi Tajima como Ministro de Ambiente Hidaka. (日高?)
- Kenpachiro Satsuma como Godzilla[2]

## Desarrollo
Después del fracaso en taquilla de Mechagodzilla no Gyakushū, Toho intentó revitalizar la franquicia varias veces a finales de los años setenta y principios de los ochenta. El primer intento fue el anuncio de una nueva versión en color de la película original de 1954 titulada El renacimiento de Godzilla en 1977, pero el proyecto fue cancelado. Un año después, se anunció que Toho desarrollaría una película conjuntamente con los estudios UPA titulada Godzilla vs. the Devil, aunque esto, junto con la propuesta de Godzilla vs. Gargantua del productor de UPA Henry G. Saperstein, nunca se concretó.

### Preproducción
El creador de la serie Godzilla, Tomoyuki Tanaka, se hizo cargo de revivir la franquicia en 1979, el 25 aniversario de Godzilla, con la intención de devolver la serie a sus raíces oscuras y antinucleares a raíz del accidente de Three Mile Island. Con la esperanza de recuperar audiencias adultas alienadas por el enfoque fantástico de las películas de Godzilla tomado durante la década de 1970, Tanaka se vio alentado aún más en su visión por el éxito contemporáneo de las películas de terror y ciencia ficción orientadas a adultos como King Kong, Invasion of the Body Snatchers, Alien: el octavo pasajero y The Thing. Akira Murao presentó un borrador de la historia titulada La resurrección de Godzilla en 1980, e hizo que Godzilla se enfrentara a un monstruo cambia-formas llamado Bakan en el contexto de un sitio ilegal de eliminación de desechos nucleares, aunque el proyecto fue cancelado debido a problemas de presupuesto. En 1983, el director estadounidense Steve Miner propuso dirigir una película de Godzilla por su propia cuenta. Toho aprobó el proyecto, y Miner contrató a Fred Dekker para escribir el guion y al paleoscultor Steve Czerkas para rediseñar al monstruo. Sin embargo, el proyecto se vio obstaculizado por la insistencia de Miner en utilizar animaciones stop-motion prohibitivamente costosas y filmar la película en 3D, por lo que fue rechazado por los principales estudios de cine estadounidenses. Bajo la presión de un grupo de diez mil miembros fanáticos japoneses de Godzilla autodenominados «Comité de Resurrección Godzilla», Tanaka decidió dirigir una película japonesa para «consumo estrictamente doméstico» que se lanzaría conjuntamente junto con la película de Miner.

### Producción
En un esfuerzo por rechazar la representación cada vez más heroica y antropomórfica de Godzilla en películas anteriores, Tanaka insistió en hacer una secuela directa de la película original de 1954. Contrató al guionista Shuichi Nagahara, quien escribió un guion que combina elementos de la película cancelada The Resurrection of Godzilla y de la aún no producida de Miner, incluida una intensificación de las hostilidades durante la Guerra Fría y una fortaleza voladora que dispara misiles en la boca de Godzilla. Koji Hashimoto fue contratado como director después de que Ishirō Honda rechazó la oferta, ya que estaba ayudando a Akira Kurosawa con Kagemusha y Ran, y sintió que la franquicia debería haber sido descontinuada después de la muerte de Eiji Tsuburaya.
Al compositor Akira Ifukube se le ofreció componer la música de la película, pero lo rechazó respetuosamente. En ese momento, se rumoreaba que Ifukube se negaba a participar en la película debido a los cambios realizados en Godzilla, diciendo: «No escribo música para monstruos de ochenta metros». Sin embargo, esta cita fue aclarada más tarde, por el biógrafo de Ifukube, Erik Homenick, y el editor de Japanese Giants, Ed Godziszewski, como una broma difundida por los fanáticos que luego fue malinterpretada como un hecho. Ifukube declinó la oferta debido a sus prioridades, en ese momento, enseñar composición en el Tokyo College of Music.
Los efectos especiales fueron nuevamente dirigidos por Teruyoshi Nakano, quien había dirigido los efectos especiales de varias películas anteriores de Godzilla. Tanaka tomó la decisión de aumentar la altura aparente de Godzilla de cincuenta metros a ochenta metros para que Godzilla no se vea eclipsado por el horizonte contemporáneo de Tokio. Esto significaba que las miniaturas tuvieron que ser construidas a escala 1⁄40 y esto contribuyó a un aumento en el presupuesto de la película a $6.25 millones. Tanaka y Nakano supervisaron al fabricante de trajes Noboyuki Yasumaru en la construcción de un nuevo diseño de Godzilla, que incorpora orejas y cuatro dedos, características que no se han visto desde Godzilla Raids Again. Nakano insistió en infundir elementos en el diseño que sugirieran tristeza, como ojos mirando hacia abajo y hombros inclinados.
La construcción del traje tardó dos meses y consistió en moldear por separado moldes de la parte del cuerpo con uretano sobre una estatua de tamaño real prefabricada del diseño final. Yasumaru se hizo cargo personalmente de todas las fases de la construcción del traje, a diferencia de las producciones anteriores en las que las diferentes etapas de la producción del traje fueron manejadas por diferentes artesanos. El traje final fue construido para acomodar al especialista Hiroshi Yamawaki, pero lo rechazó repentinamente y fue reemplazado por el veterano actor de trajes Kenpachiro Satsuma, quien había interpretado a Hedorah y Gigan en la Era Showa. Ya que el traje de 110 kg  no se construyó según sus medidas, Satsuma tuvo dificultades para interpretarlo, pudiendo durar solo diez minutos dentro de él y perdiendo 5.4 kg durante el rodaje. Con la esperanza de evitar que Godzilla se moviera de una manera demasiado humana, Nakano le indicó a Satsuma que basara sus acciones en el Nō, un baile tradicional japonés.
Inspirándose en la publicidad que rodea al modelo de King Kong de doce metros de altura de la película de 1976 del mismo nombre de Dino De Laurentiis, Toho gastó 475 000 dólares en un Godzilla robótico de 4.88 m de altura (apodado «Cybot») para usarlo en planos cercanos de la cabeza de la criatura. El Cybot consistía en un endoesqueleto mecánico accionado hidráulicamente cubierto con piel de uretano que contenía 3000 piezas operadas por computadora que le permitían inclinar la cabeza y mover los labios y los brazos. A diferencia de los trajes anteriores de Godzilla, cuyas mandíbulas inferiores consistían en aletas accionadas por cables, las mandíbulas del Cybot estaban articuladas como las de un animal real, y se deslizaban hacia atrás cuando se abrían. También se construyó un pie de tamaño natural operado por una grúa para tomas en primer plano de escenas de destrucción de la ciudad.

## Estreno
La película fue estrenada el 15 de diciembre de 1984 en Japón, donde fue distribuida por Toho. El presupuesto de la película fue de $6.25 millones. Fue un éxito razonable en Japón, con cifras de asistencia de aproximadamente 3 200 000 admisiones, y la taquilla bruta fue de ¥2890 millones.